# Austenland (film)
Austenland är en brittisk-amerikansk romantisk komedifilm från 2013 i regi av Jerusha Hess. Filmen är baserad på Shannon Hales roman med samma namn från 2007. I huvudrollerna ses Keri Russell, JJ Feild, Jane Seymour, Bret McKenzie och Jennifer Coolidge.

## Handling
Jane Hayes är en singel i trettioårsåldern som är besatt av Jane Austens roman Stolthet och fördom från 1813. Hon reser till en brittisk form av temapark, kallad Austenland, där Austens era återskapas och alla tilldelas en roll i ett romantiskt lajv, som tagen ur någon av hennes böcker.

## Rollista i urval
- Keri Russell - Jane Hayes
- JJ Feild - Mr. Henry Nobley
- Bret McKenzie - Martin
- Jennifer Coolidge - Elizabeth Charming
- James Callis - Överste Andrews
- Jane Seymour - Mrs. Wattlesbrook
- Georgia King - Lady Amelia Heartwright
- Ricky Whittle - Kapten George East
- Rupert Vansittart - Mr. Wattlesbrook
- Richard Reid - Nigel

## Om filmen
Filmen är inspelad på West Wycombe Park i Buckinghamshire. Den hade Sverigepremiär den 14 februari 2014. 